# Mary Randolph
Mary Randolph (9 de agosto de 1762-23 de enero de 1828) es una gastrónoma famosa por haber escrito el libro de cocina The Virginia House-Wife (1824), llegó a ser uno de los libros más influyentes de la cocina estadounidense del siglo XIX.  Fue una de las primeras personas en ser enterradas en el Arlington National Cemetery, fue la prima de Mary Lee Fitzhugh Custis, mujer de  George Washington Parke Custis, constructor de Arlington.

## Biografía
Fue descendiente de Pocahontas y John Rolfe. Randolph fue la hija de Thomas Mann Randolph (1741–1794), un miembro de la Virginia Convention de 1776, además de ser una de sus primeras mujeres, Ann Cary Randolph. Entre sus doce hermanas están: Thomas Mann Randolph (1768–1828), que sirvió en la casa de la House of Representatives desde 1803 hasta 1807 y como gobernador de Virginia desde 1819 hasta 1822; y Virginia Randolph Cary (1786-1852) que escribió Letters on Female Character, Addressed to a Young Lady, on the Death of Her Mother en el año 1828. Mary Randolph se casó con su primo carnal David Meade Randolph, de Chesterfield County, Virginia en diciembre de 1780. En Moldavia, la ciudad en Richmond donde tenía su casa llegó a ser el centro del partido: Federalist Party.
La influencia del libro que escribió Randolph titulado: The Virginia House-Wife (1824) tuvo varias ediciones en inglés hasta la década de loss 1860s. Randolph intentó en su libro mejorar la vida de las mujeres norteamericanas disminuyendo el tiempo que consumen en sus cocinas. El libro The Virginia House-Wife incluye diversas recetas y es interesante por el uso novedoso de diversos ingredientes. Se encarga de emplear en sus recetas casi cerca de 40 verduras. El libro de Randolph introduce platos del extranjero como el gazpacho, procedente de la cocina española.